# 堀之内秀久
堀之内 秀久（ほりのうち ひでひさ、1957年11月 - ）は、日本の外交官、国際海洋法裁判所判事。ロサンゼルス総領事等を経て、2016年から駐カンボジア特命全権大使。2019年から駐オランダ特命全権大使を歴任。

## 人物・経歴
神奈川県出身。1970年、麻布中学・高等学校に進学。麻布の同期に、経済学者の松山公紀（米ノースウェスタン大学）、生命科学者の石川冬木(京都大学)、山崎達雄(財務官)、高木邦格(国際医療福祉大学理事長)等がいる。

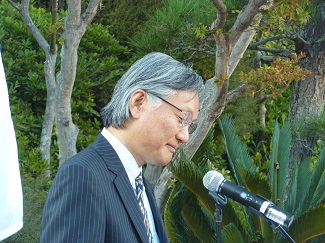
2014年、ロサンゼルス総領事時

1980年東京大学法学部卒業、外務省入省。南京大学、ハーバード大学で中国語研修。在中華人民共和国日本国大使館一等書記官、在アメリカ合衆国日本国大使館参事官、条約局国際協定課長、条約局法規課長、アジア大洋州局中国課長、在中華人民共和国日本国大使館公使、国際情報統括官組織参事官、国際法局審議官、在中華人民共和国日本国大使館特命全権公使等を歴任。瀋陽総領事館北朝鮮人亡命者駆け込み事件では、訓戒処分を受けた。2014年ロサンゼルス総領事。2016年駐カンボジア特命全権大使。2018年には国際連合カンボジア暫定統治機構の活動で殉職した高田晴行警視の25回目の命日に開催された慰霊の集いに参加し、「高田警視の志に思いを致し、安定を取り戻したカンボジアとの関係の発展に努めたい」と挨拶を述べた。2019年駐オランダ特命全権大使。2023年特命全権大使（国連海洋法条約担当）。2023年6月外務省を依願免職。
2023年10月1日より国際海洋法裁判所判事に就任。

## 同期入省
- 末松義規（12年内閣府副大臣・96年衆議院議員）
- 石井正文（17年インドネシア大使・13年国際法局長）
- 大村昌弘（17年フィジー大使）
- 川村裕（20年ノルウェー大使・18沖縄大使・14年コートジボワール大使）
- 越川和彦（16年JICA副理事長・14年スペイン大使・12年官房長）
- 鈴鹿光次（16年アフガニスタン大使）
- 鈴木康久（18年ニカラグア大使・16年レオン総領事）
- 山田文比古（08年東京外国語大学教授）
- 片上慶一（17年イタリア大使・16年外務審議官（経済担当））
- 北野充（14年ウィーン代表部大使・12年軍縮不拡散・科学部長・19年アイルランド大使）
- 石川和秀（14年フィリピン大使・12年南部アジア部長）
- 藤原聖也（14年アルジェリア大使）
- 山崎純（18年シンガポール大使・15年スウェーデン大使・14年儀典長）
- 渡邉正人（17年ブルガリア大使・15年バングラデシュ大使）
- 野田仁（18年ルーマニア大使・15年エクアドル大使）
- 髙橋礼一郎（18年オーストラリア大使・15年ニューヨーク総領事・11年アフガニスタン大使）
- 葉室和親（12年トンガ大使）
- 井出敬二（17年北極担当大使・13年クロアチア大使）
- 小原雅博（15年東京大学法学部教授・13年上海総領事）
- 須永和男（19年カタール大使・16年ASEAN大使）
- 姫野勉（17年ガーナ大使）
- 平石好伸（17年チリ大使・14年ジンバブエ大使）
- 水谷章（19年オーストリア大使・17年立命館アジア太平洋大学教授）
- 齊藤貢（18年イラン大使・15年オマーン大使）

## 主要論文
- 堀之内秀久「資料 国際法委員会の2001年選挙結果について」『国際法外交雑誌=』第100巻第5号、国際法学会、2001年12月、761-766頁、CRID 1520290884067445504、ISSN 00232866。
- 堀之内秀久「九州南西海域不審船事案と国際法」『早稲田法学』第79巻第1号、早稲田大学法学会、2003年9月、271-282頁、CRID 1050001202480646912、hdl:2065/2575、ISSN 0389-0546。
- 堀之内秀久「日中領事協定:瀋陽事件からの軌跡」『ジュリスト』第1402号、有斐閣、2010年6月、62-72頁、CRID 1524232505281445504、ISSN 04480791。

## 著書
- 山口厚, 中谷和弘, 渡辺浩, 江頭憲治郎, 高山佳奈子, 藤原帰一, 佐藤宏美, 豊田哲也, 中村耕一郎, 堀之内秀久, 山田哲也, 今井健一朗『安全保障と国際犯罪』東京大学出版会〈融ける境超える法〉、2005年。ISBN 4130350420。全国書誌番号:20890138。
- 「堀之内秀久「9月11日の8時間」」『融ける境超える法 第2巻 : 安全保障と国際犯罪』東京大学出版会、2005年。ISBN 4130350420。全国書誌番号:20890138。
- 「堀之内秀久「黒龍江省チチハル市毒ガス事故善後」」『21世紀国際法の課題』有信堂高文社、2006年。ISBN 4842040467。全国書誌番号:21075567。
- 島田征夫, 杉山晋輔, 林司宣, 坂元茂樹, 柴田明穂, 古谷修一, 真山全, 河野真理子, 植木俊哉, 小松一郎, 大江博, 兼原敦子, 堀之内秀久, 小田滋『国際紛争の多様化と法的処理 : 栗山尚一先生・山田中正先生古稀記念論集』信山社出版、2006年。ISBN 4797224738。全国書誌番号:21247124。
- 堀之内秀久『长寿の日本』中央编译出版社、2007年。ISBN 9787802114579。 NCID BA8945506X。
- 『Japan's Practice of International Law』Leiden University Press, 2022（英語）

## 栄典
- 2017年07月 カンボジア王国友好勲章大十字型章
- 2018年04月 カンボジア王国友好勲章大将校章
- 2018年12月 カンボジア王国友好勲章大十字型章